# Джапаров, Овезмамед
Овезмаме́д Джапа́ров (1914 год, Закаспийская область — ?) — советский колхозник и политический деятель, депутат Совета Национальностей 4-го созыва и 5-го созывов.

## Биография
Родился в 1914 году в Закаспийской области. Член КПСС с 1944 года.
С 1929 года — на хозяйственной, общественной и политической работе. В 1929—1973 гг. — пастух, бригадир полеводческой бригады в колхозе, председатель колхоза «Победа» Тедженского района Марыйской области.
Избирался депутатом Совета Национальностей 4-го созыва и 5-го созывов (1954—1962) от Туркменской ССР, Верховного Совета Туркменской ССР 6-го, 7-го и 8-го созывов.
Дата и место смерти неизвестны.